# Jajko w koszulce

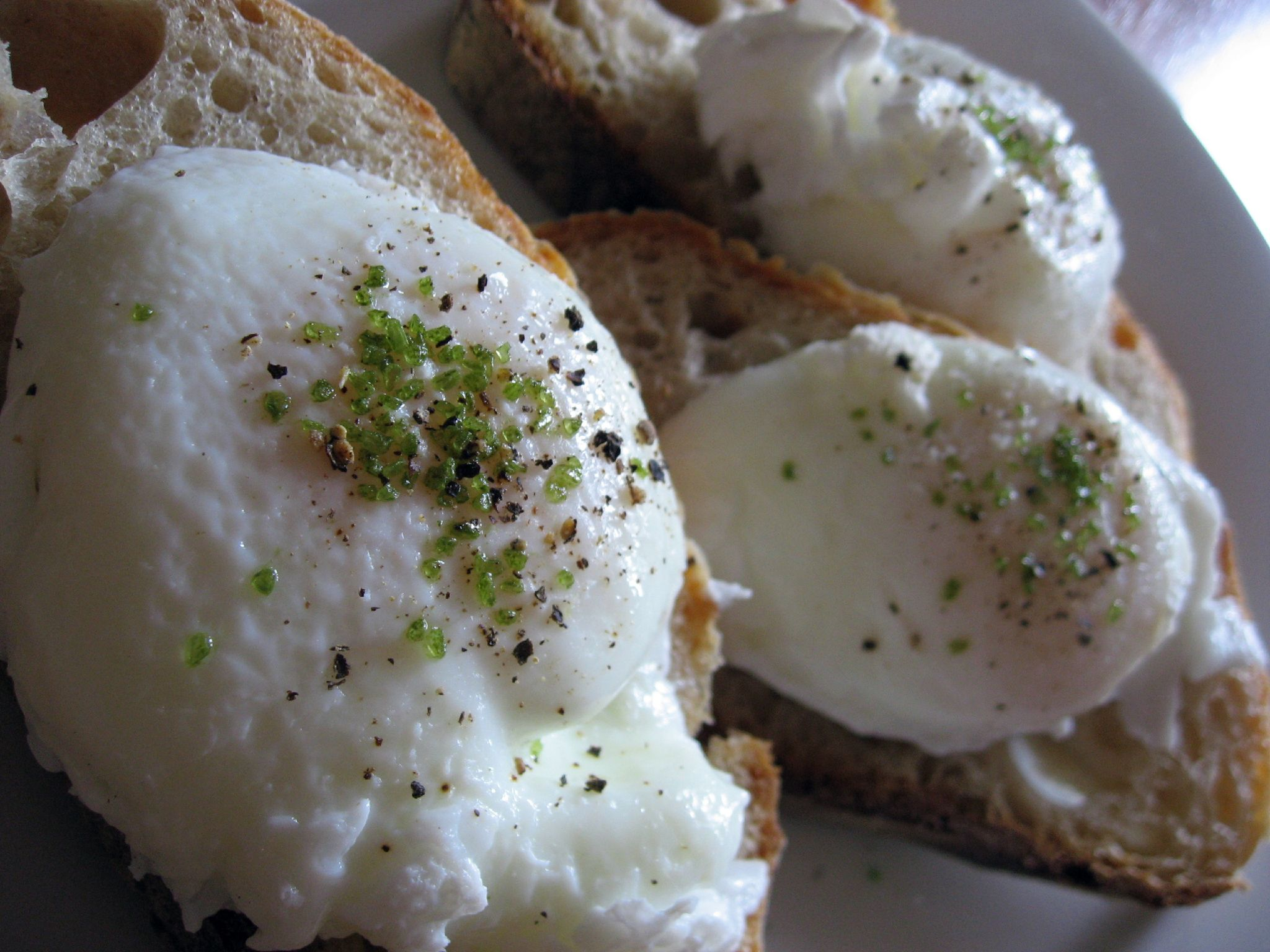
Jajka w koszulkach podane na żytnim chlebie.

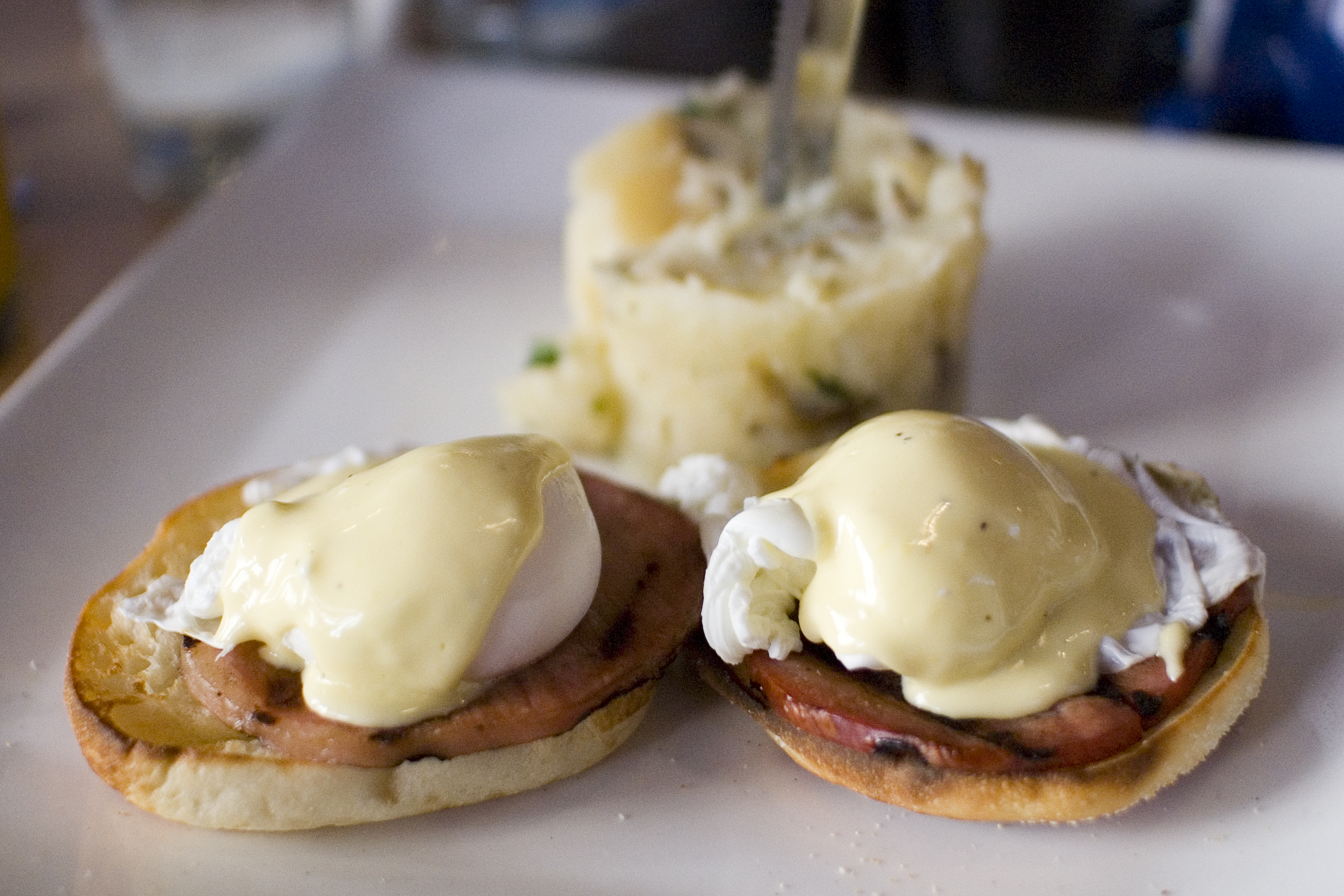
Jajka po benedyktyńsku.

Jajko w koszulce (j. poszetowe, j. zgubione, perdut) – jajko gotowane bez skorupki w wodzie. Jajka gotuje się 3 minuty na wolnym ogniu – do momentu ścięcia się białka, przy jednoczesnym zachowaniu płynnego żółtka. Woda powinna być lekko osolona i zakwaszona octem. Zalecane są proporcje około 2 łyżek 10-procentowego octu na litr wody.
Surowe jajko należy wybić na spodek (mały talerzyk) i wylać na wrzątek, tuż nad powierzchnią wody. Spotyka się także metodę polegającą na wylewaniu jajek (wybitych uprzednio do filiżanek lub kokilek) do centrum wiru wytworzonego we wrzątku za pomocą łyżki.
Jajka poszetowe podaje się na gorąco – zalane sosem, ułożone na jarzynie lub jako dodatek do zup czystych.
Jajko po benedyktyńsku to jajko w koszulce podane na grzance z bułki z plastrem obsmażonej szynki, polane sosem holenderskim i przybrane szczypiorkiem.

## Nazewnictwo
Nazwy „jajka zgubione” oraz „perduty” spotykane są w starych polskich książkach kucharskich. Nazwa „jajko poszetowe” pochodzi z języka francuskiego, gdzie słowo poche oznacza „kieszeń” lub „kieszonkę”.